# サルヴァトーレ・ダキーラ
サルヴァトーレ・ダキーラ（Salvatore "Toto" D'Aquila, 1878年11月9日 - 1928年10月10日）は、シチリア島パレルモ出身のニューヨークのマフィアボス。ジュゼッペ・モレロに代わって「ボスの中のボス」の称号を手に入れた。アメリカ東海岸を中心にマフィアネットワークを構築した。マフィア各派閥にスパイを送り込み、傀儡のボスを据えて間接支配するなど策謀に長けたと伝えられ、またその組織はガンビーノ一家の源流とされる。

## 来歴

### 初期
シチリア島パレルモ市生まれ。1906年に渡米し、マンハッタンのイースト・ハーレムに住んだ。表向き貿易商人でオリーブオイルやチーズを輸入した。1906年、1909年に詐欺などで逮捕歴がある（いずれも放免）。

### 派閥争い
パレルモ出自のマフィアサークルは1880年代からニューヨークにあったと伝えられるが、ダキーラは移住当初からパレルモ出身者の派閥を率いていた。一説に、コルレオーネ系モレロ一家の傘下ないしパートナーとして頭角を現した。1910年にモレロ一家ボスのジュゼッペ・モレロが監獄送りになった後、マフィア会議で「ボスの中のボス」に選ばれ、モレロ一家残党とハーレムの覇権を争った。モレロと共に監獄送りになったイニャツィオ・ルポ（モレロ一家パレルモ派閥）の後継者としてその縄張りを継いだという説や、ダキーラがボスに選ばれたことを快く思わないアル・ミネオが離反し、分裂したという説がある。
1912年時点でダキーラは、3派同盟軍（モレロ一家、アル・ミネオ派、カステランマレーゼ派）と対立しており、ほどなく抗争に発展した。ジュゼッペ・フォンタナ、ジュゼッペ・ファナロらモレロ一家の有力者を自陣に引き入れたが、1913年11月、両者がモレロ一家とミネオの共謀により相次いで殺された。1914、1915年にダキーラはモレロ一家のロモンテ兄弟を相次いで暗殺した（報復とされる）。一説に実行犯は配下のウンベルト・ヴァレンティとされる。

### 臨海地区進出
1916年、モレロ一家がカモッラとの戦争で弱体化する間、ブルックリンに拠点を移し、ウォーターフロントに進出した。1917年、警察の摘発で組織が崩壊したブルックリンのカモッラの残党を取り込んだ。ハーレムやロウアー・イースト・サイドにも配下のギャングを置き、利権を保持した。ハーレムのコルレオーネ派閥のボスにサルヴァトーレ・ロイアカノ（Salvatore Loiacano）を据え、間接支配した。一家のメンバーに、ウンベルト・ヴァレンティ、アクルーソ・ディミノ、サルヴァトーレ・マソット、サヴィエロ・ポラシア、マンガーノ兄弟、ジョゼフ・トライナ、フランク・スカリーチェ、ジョゼフ・ビオンドなどがいた。アメリカ北東部を中心にマフィアネットワークを作り、クリーヴランドのジョゼフ・ロナルド、バッファローのパルメリ一家などと緊密な連携を築いた。

### 密輸抗争
1920年、モレロが出所し、裏切り者ロイアカノを粛清してボスの座を奪い返すと、ダキーラはマフィア会議を開き、モレロら一派12人にまとめて死の宣告を出した。モレロ派と再び抗争に突入した。酒の密輸の縄張り争いも絡んで復讐合戦となり、両サイド合わせ十数人の死者を出した。1922年8月、モレロの支持を得たジョー・マッセリアに刺客ヴァレンティを返り討ちにされ、モレロ派封じ込みは頓挫した。
1920年代半ば、故郷パレルモでマフィア抗争が起き、戦闘資金をシチリアに送金して一方を助けた。1926年時点でブルックリンのバスビーチに住み、近くにカラブリア系ギャングのフランキー・イェールが住んでいた。離反者や裏切り者が相次いで勢力が衰えると、ブロンクスに拠点を移した。

### 暗殺
1928年10月10日早朝、マンハッタンの係りつけの医者を訪問した時、車が異常なのに気づき妻子を医者宅に入れた後、車に戻ってボンネットを開けた。3人が近づいてきて会話していたが、口論になり、ヒートアップした。突然3人は銃を抜いてダキーラに発砲した。9発が胸に被弾した。3人は足早に走って去った。用心棒はおらず、妻と4人の子供の目の前で殺された。近くのドラッグストアの主人が目撃し、警察に一部始終を話したが、翌日撤回し、何も見ていないとした。マッセリア、モレロ、アル・ミネオの共謀と信じられている。一説にミネオに通じた部下の裏切りがあったともいう。同年7月フランキー・イェールが殺されたが、その南ブルックリンの縄張りを乗っ取ろうとしたことが発端とされる。
マッセリアはアル・ミネオをダキーラ一家の新たなボスに据え、組織を乗っ取った。ダキーラ派残党はこれに抵抗し、一部がカステランマレーゼ派との提携に走った。ダキーラの死は、カステランマレーゼ戦争の引き金になった。

## 伝説のボス
シチリア系移民の中から登場した初期のマフィアボスだが、影響力や活動内容など未知な部分が多い。裏社会の番人のように振る舞い、掟を破った者に公開裁判を行ってペナルティを宣告するなどした。警察や移民局などの公的資料を除けば、内部証言者ニコラ・ジェンタイルのマフィア暴露本「ヴィタ・ ディ・カポマフィア」が唯一のまとまった情報源で、ダキーラに関する犯罪史家の著述のほとんどは、ジェンタイルに大きく依存している。
元々ハーレムに住んでいたが、ブルックリン次いでブロンクスに移った。生涯を通じてハーレムやロウアー・マンハッタンの縄張りを取り込もうと何度も攻勢をかけたが、モレロ派に阻まれた。ギャングの各派閥にスパイを送り込み、危険分子を探してはブラックリストに入れ、暗殺を工作したといわれる。マッセリアと同様、血縁関係にはこだわらず、非シチリア系ギャングも取り込んだ。ジェンタイルによれば、非常に残忍かつずる賢い男で、マフィアリーダーとして、尊敬される以上に恐れられる存在だったという。ダキーラが率いた組織は、アル・ミネオ（マッセリア派）、スカリーチェ、マンガーノ（両方とも旧ダキーラ派）と受け継がれ、ガンビーノ・ファミリーの源流となった。

## エピソード
- 息子のジェローム・ダキーラが1950年代にガンビーノ一家に入った[13]。
- イタリア人のご多分に漏れず洗練されたスーツを着こなし、滑らかな口調で話した[11]。
- 晩年も、政界・司法界に一定の影響力を持っていた[注釈 3]。